# Borussia Verein für Leibesübungen 1900 Mönchengladbach 1980-1981
Questa voce raccoglie le informazioni riguardanti il Borussia Verein für Leibesübungen 1900 Mönchengladbach nelle competizioni ufficiali della stagione 1980-1981.

## Stagione
Nella stagione 1980-1981 il Borussia Mönchengladbach, allenato da Jupp Heynckes, concluse il campionato di Bundesliga al 6º posto. In Coppa di Germania il Borussia Mönchengladbach fu eliminato ai quarti di finale dal Kaiserslautern. Il capocannoniere della squadra fu Wilfried Hannes con 19 gol tra campionato e coppa nazionale.

## Rosa
| N. |                           | Ruolo | Calciatore          |
| -- | ------------------------- | ----- | ------------------- |
|    | Germania Ovest (bandiera) | P     | Wolfgang Kleff      |
|    | Germania Ovest (bandiera) | P     | Ulrich Sude         |
|    | Germania Ovest (bandiera) | D     | Hans-Günter Bruns   |
|    | Germania Ovest (bandiera) | D     | Friedhelm Frenken   |
|    | Germania Ovest (bandiera) | D     | Wilfried Hannes     |
|    | Germania Ovest (bandiera) | D     | Norbert Ringels     |
|    | Germania Ovest (bandiera) | D     | Frank Schäffer      |
|    | Germania Ovest (bandiera) | D     | Michael Schuhmacher |
|    | Germania Ovest (bandiera) | C     | Ralf Bödeker        |
|    | Germania Ovest (bandiera) | C     | Jürgen Fleer        |
|    | Germania Ovest (bandiera) | C     | Christian Kulik     |
|    | Germania Ovest (bandiera) | C     | Lothar Matthäus     |

| N. |                           | Ruolo | Calciatore       |
| -- | ------------------------- | ----- | ---------------- |
|    | Germania Ovest (bandiera) | C     | Markus Mohren    |
|    | Danimarca (bandiera)      | C     | Carsten Nielsen  |
|    | Germania Ovest (bandiera) | C     | Winfried Schäfer |
|    | Germania Ovest (bandiera) | C     | Bernd Schmider   |
|    | Germania Ovest (bandiera) | C     | Armin Veh        |
|    | Lussemburgo (bandiera)    | A     | Robby Langers    |
|    | Germania Ovest (bandiera) | A     | Ewald Lienen     |
|    | Germania Ovest (bandiera) | A     | Peter Loontiens  |
|    | Germania Ovest (bandiera) | A     | Harald Nickel    |
|    | Germania Ovest (bandiera) | A     | Uwe Rahn         |
|    | Danimarca (bandiera)      | A     | Steen Thychosen  |
|    | Germania Ovest (bandiera) | A     | Wolfram Wuttke   |

## Calciomercato

### Sessione estiva
| Acquisti | Acquisti            | Acquisti                    | Acquisti |
| R.       | Nome                | da                          | Modalità |
| -------- | ------------------- | --------------------------- | -------- |
| P        | Wolfgang Kleff      | Hertha Berlino              |          |
| D        | Hans-Günter Bruns   | Fortuna Düsseldorf          |          |
| D        | Michael Schuhmacher | Kaiserslautern              |          |
| A        | Robby Langers       | Union Luxembourg            |          |
| A        | Peter Loontiens     | Hamborn 07                  |          |
| A        | Uwe Rahn            | Waldhof Mannheim (juniores) |          |

| Cessioni | Cessioni         | Cessioni          | Cessioni |
| R.       | Nome             | a                 | Modalità |
| -------- | ---------------- | ----------------- | -------- |
| P        | Wolfgang Kneib   | Arminia Bielefeld |          |
| D        | Hans Klinkhammer | Monaco 1860       |          |
| C        | Dietmar Danner   | Schalke 04        |          |
| C        | Willi Junker     | RW Oberhausen     |          |
| A        | Karl Del'Haye    | Bayern Monaco     |          |
| A        | Rudi Gores       | Duisburg          |          |
| A        | Helmut Lausen    | SV Holzwickede    |          |
| A        | Ulrich Wielandt  | Hessen Kassel     |          |

### Sessione invernale
| Acquisti | Acquisti       | Acquisti   | Acquisti |
| R.       | Nome           | da         | Modalità |
| -------- | -------------- | ---------- | -------- |
| C        | Bernd Schmider | Stoccarda  |          |
| A        | Wolfram Wuttke | Schalke 04 |          |

| Cessioni | Cessioni | Cessioni | Cessioni |
| R.       | Nome     | a        | Modalità |
| -------- | -------- | -------- | -------- |

## Risultati

### Bundesliga

#### Girone di andata
| Arbitro: | Klauser |

|                       |           |           |
| Wenzel 68’ Allofs 73’ | Marcatori | 88’ Bruns |

| Arbitro: | Linn |

|                                       |           |            |
| Matthäus 27’ Nickel 69’ Thychosen 81’ | Marcatori | 49’ Elgert |

| Arbitro: | Joos |

|                                |           |                                             |
| Schock 22’ Matthäus 51’ (aut.) | Marcatori | 11’ Thychosen 47’ (aut.) Schröder 53’ Bruns |

| Arbitro: | Uhlig |

|            |           |  |
| Lienen 73’ | Marcatori |  |

| Arbitro: | Heitmann |

|                                                    |           |                              |
| Kelsch 12’ Schmider 29’ Hattenberger 74’ Klotz 85’ | Marcatori | 38’ (rig.) Hannes 42’ Nickel |

| Arbitro: | Messmer |

|                        |           |                        |
| Nielsen 18’ Nickel 57’ | Marcatori | 58’ Dreßel 71’ Hartwig |

| Monaco di Baviera 20 settembre 1980, ore 15:30 CEST 7ª giornata | Monaco 1860 | 0 – 0 referto | Borussia M'gladbach | Stadion an der Grünwalder Straße (25 000 spett.)\| Arbitro: \| Tritschler \| |
| Arbitro:                                                        | Tritschler  |               |                     |                                                                              |

| Arbitro: | Aldinger |

|                        |           |                 |
| Matthäus 43’ Bruns 70’ | Marcatori | 52’ (rig.) Abel |

| Arbitro: | Engel |

|                                                |           |  |
| Dietz 19’ Steiner 55’ Gores 70’ Steininger 80’ | Marcatori |  |

| Arbitro: | Treib |

|            |           |                                      |
| Nickel 86’ | Marcatori | 13’ Eggert 56’ Heck 73’, 75’ Volkert |

| Arbitro: | Walz |

|                                |           |                           |
| Melzer 4’ Riedl 55’ Funkel 65’ | Marcatori | 10’ (rig.) Hannes 67’ Veh |

| Arbitro: | Klauser |

|                        |           |  |
| Hannes 29’ (rig.), 40’ | Marcatori |  |

| Arbitro: | Hontheim |

|                             |           |             |
| Borchers 41’ Lottermann 46’ | Marcatori | 54’ Nielsen |

| Arbitro: | Ohmsen |

|                           |           |                           |
| Kulik 44’, 56’ Hannes 67’ | Marcatori | 58’, 90’ Günther 89’ Bold |

| Arbitro: | Risse |

|                          |           |  |
| Steubing 10’ Kanders 56’ | Marcatori |  |

| Arbitro: | Roth |

|                                      |           |  |
| Hoeneß 55’, 70’ Augenthaler 59’, 66’ | Marcatori |  |

| Arbitro: | Stäglich |

|                   |           |  |
| Hannes 89’ (rig.) | Marcatori |  |

#### Girone di ritorno
| Arbitro: | Schmoock |

|                             |           |                 |
| Hannes 4’ Baltes 75’ (aut.) | Marcatori | 15’, 43’ Allofs |

| Arbitro: | Brückner |

|                   |           |                                |
| Bittcher 21’, 57’ | Marcatori | 10’ (rig.) Hannes 32’ Matthäus |

| Arbitro: | Schmidhuber |

|                                               |           |                     |
| Hannes 38’ Ringels 59’ Nickel 64’ Nielsen 72’ | Marcatori | 37’, 86’ Eilenfeldt |

| Arbitro: | Föckler |

|             |           |                                                     |
| Hörster 78’ | Marcatori | 45’, 56’ Hannes 77’ Matthäus 79’ Lienen 87’ Nielsen |

| Arbitro: | Engel |

|              |           |                                     |
| Matthäus 78’ | Marcatori | 12’ Tüfekçi 49’ Ohlicher 60’ Müller |

| Arbitro: | Niebergall |

|                       |           |                   |
| Buljan 29’ Magath 43’ | Marcatori | 70’ (rig.) Hannes |

| Arbitro: | Luca |

|                             |           |                          |
| Matthäus 6’, 57’ Hannes 44’ | Marcatori | 29’ Năstase 83’ Scheller |

| Arbitro: | Ross |

|         |           |             |
| Blau 3’ | Marcatori | 80’ Schäfer |

| Arbitro: | Kasperowski |

|                                    |           |             |
| Rahn 8’, 77’ Nickel 88’ Lienen 89’ | Marcatori | 37’ Büssers |

| Arbitro: | Ohmsen |

|                                   |           |  |
| Beierlorzer 64’ Hannes 70’ (aut.) | Marcatori |  |

| Arbitro: | Heitmann |

|            |           |  |
| Nickel 53’ | Marcatori |  |

| Arbitro: | Waltert |

|                             |           |                         |
| Cullmann 47’ Littbarski 53’ | Marcatori | 5’, 73’ Nickel 50’ Rahn |

| Arbitro: | Redelfs |

|                         |           |                          |
| Loontiens 51’ Bruns 74’ | Marcatori | 28’ Nachtweih 31’ Pezzey |

| Arbitro: | Luca |

|                           |           |                                                       |
| Schüler 19’ Groß 85’, 90’ | Marcatori | 13’ (rig.) Hannes 54’ Matthäus 64’ Nickel 86’ Ringels |

| Arbitro: | Clajus |

|                                                                        |           |              |
| Bruns 4’ Matthäus 8’ Nickel 13’, 54’ Hannes 19’, 66’ (rig.) Lienen 75’ | Marcatori | 73’ Eggeling |

| Arbitro: | Föckler |

|             |           |                                          |
| Nielsen 76’ | Marcatori | 20’, 56’, 89’ Rummenigge 63’ Niedermayer |

| Arbitro: | Aldinger |

|  |           |                                    |
|  | Marcatori | 15’ Bruns 76’ Matthäus 88’ Schäfer |

### Coppa di Germania
| Arbitro: | Wahmann |

|                                                                                       |           |                                 |
| Hannes 24’ Rahn 29’ Meisner 35’ (aut.) Bruns 45’ Nickel 49’ Schäfer 51’ Thychosen 62’ | Marcatori | 53’, 57’ Krumbein 72’ Brüggmann |

| Arbitro: | Wichmann |

|                 |           |                                                                   |
| Brandenburg 80’ | Marcatori | 21’ (aut.) Mainz 35’, 83’, 86’, 90’ Nielsen 38’ Frenken 75’ Bruns |

| Arbitro: | Filipiak |

|             |           |                                                                                     |
| Brummel 14’ | Marcatori | 17’ Hannes 24’ Lienen 37’ Thychosen 44’ Matthäus 50’ Schuhmacher 72’ Nickel 89’ Veh |

| Arbitro: | Waltert |

|                                                                   |           |                  |
| Hannes 18’ (rig.) Matthäus 27’ Bruns 34’ Rahn 40’, 45’ Nickel 42’ | Marcatori | 44’ (rig.) Meyer |

| Arbitro: | Clajus |

|                             |           |            |
| Bongartz 44’ Wendt 60’, 77’ | Marcatori | 18’ Wuttke |

## Statistiche

### Statistiche di squadra
| Competizione      | Punti | In casa | In casa | In casa | In casa | In casa | In casa | In trasferta | In trasferta | In trasferta | In trasferta | In trasferta | In trasferta | Totale | Totale | Totale | Totale | Totale | Totale | DR  |
| Competizione      | Punti | G       | V       | N       | P       | Gf      | Gs      | G            | V            | N            | P            | Gf           | Gs           | G      | V      | N      | P      | Gf     | Gs     | DR  |
| ----------------- | ----- | ------- | ------- | ------- | ------- | ------- | ------- | ------------ | ------------ | ------------ | ------------ | ------------ | ------------ | ------ | ------ | ------ | ------ | ------ | ------ | --- |
| Bundesliga        | 37    | 17      | 10      | 4       | 3       | 40      | 28      | 17           | 5            | 3            | 9            | 28           | 36           | 34     | 15     | 7      | 12     | 68     | 64     | +4  |
| Coppa di Germania | -     | 2       | 2       | 0       | 0       | 13      | 4       | 3            | 2            | 0            | 1            | 15           | 5            | 5      | 4      | 0      | 1      | 28     | 9      | +19 |
| Totale            | 37    | 19      | 12      | 4       | 3       | 53      | 32      | 20           | 7            | 3            | 10           | 43           | 41           | 39     | 19     | 7      | 13     | 96     | 73     | +23 |

### Andamento in campionato
| Giornata  | 1  | 2 | 3 | 4 | 5 | 6 | 7 | 8 | 9 | 10 | 11 | 12 | 13 | 14 | 15 | 16 | 17 | 18 | 19 | 20 | 21 | 22 | 23 | 24 | 25 | 26 | 27 | 28 | 29 | 30 | 31 | 32 | 33 | 34 |
| --------- | -- | - | - | - | - | - | - | - | - | -- | -- | -- | -- | -- | -- | -- | -- | -- | -- | -- | -- | -- | -- | -- | -- | -- | -- | -- | -- | -- | -- | -- | -- | -- |
| Luogo     | T  | C | T | C | T | C | T | C | T | C  | T  | C  | T  | C  | T  | T  | C  | C  | T  | C  | T  | C  | T  | C  | T  | C  | T  | C  | T  | C  | T  | C  | C  | T  |
| Risultato | P  | V | V | V | P | N | N | V | P | P  | P  | V  | P  | N  | P  | P  | V  | N  | N  | V  | V  | P  | P  | V  | N  | V  | P  | V  | V  | N  | V  | V  | P  | V  |
| Posizione | 12 | 8 | 6 | 5 | 9 | 9 | 8 | 6 | 9 | 10 | 11 | 8  | 11 | 11 | 12 | 13 | 12 | 12 | 11 | 10 | 9  | 10 | 10 | 10 | 10 | 9  | 9  | 9  | 7  | 9  | 6  | 6  | 7  | 6  |

Legenda:

Luogo: C = Casa; T = Trasferta. Risultato: V = Vittoria; N = Pareggio; P = Sconfitta.

### Statistiche dei giocatori
| Giocatore      | Bundesliga | Bundesliga | Bundesliga  | Bundesliga | Coppa di Germania | Coppa di Germania | Coppa di Germania | Coppa di Germania | Totale   | Totale | Totale      | Totale     |
| Giocatore      | Presenze   | Reti       | Ammonizioni | Espulsioni | Presenze          | Reti              | Ammonizioni       | Espulsioni        | Presenze | Reti   | Ammonizioni | Espulsioni |
| -------------- | ---------- | ---------- | ----------- | ---------- | ----------------- | ----------------- | ----------------- | ----------------- | -------- | ------ | ----------- | ---------- |
| H. Bruns       | 22         | 6          | 3           | 0          | 3                 | 3                 | 0                 | 0                 | 25       | 9      | 3           | 0          |
| R. Bödeker     | 6          | 0          | 1           | 0          | 1                 | 0                 | 0                 | 0                 | 7        | 0      | 1           | 0          |
| J. Fleer       | 24         | 0          | 6           | 0          | 4                 | 0                 | 1                 | 0                 | 28       | 0      | 7           | 0          |
| F. Frenken     | 12         | 0          | 2           | 0          | 2                 | 1                 | 0                 | 0                 | 14       | 1      | 2           | 0          |
| W. Hannes      | 33         | 16         | 2           | 0          | 5                 | 3                 | 0                 | 0                 | 38       | 19     | 2           | 0          |
| W. Kleff       | 15         | 0          | 0           | 0          | 2                 | 0                 | 0                 | 0                 | 17       | 0      | 0           | 0          |
| C. Kulik       | 13         | 2          | 2           | 0          | 3                 | 0                 | 0                 | 0                 | 16       | 2      | 2           | 0          |
| R. Langers     | 2          | 0          | 0           | 0          | 0                 | 0                 | 0                 | 0                 | 2        | 0      | 0           | 0          |
| E. Lienen      | 34         | 4          | 3           | 0          | 5                 | 1                 | 0                 | 0                 | 39       | 5      | 3           | 0          |
| P. Loontiens   | 6          | 1          | 0           | 0          | 0                 | 0                 | 0                 | 0                 | 6        | 1      | 0           | 0          |
| L. Matthäus    | 33         | 10         | 5           | 0          | 5                 | 2                 | 1                 | 0                 | 38       | 12     | 6           | 0          |
| M. Mohren      | 0          | 0          | 0           | 0          | 0                 | 0                 | 0                 | 0                 | 0        | 0      | 0           | 0          |
| H. Nickel      | 32         | 12         | 1           | 0          | 5                 | 3                 | 0                 | 0                 | 37       | 15     | 1           | 0          |
| C. Nielsen     | 28         | 5          | 1           | 0          | 3                 | 4                 | 1                 | 0                 | 31       | 9      | 2           | 0          |
| U. Rahn        | 14         | 3          | 0           | 0          | 5                 | 3                 | 0                 | 0                 | 19       | 6      | 0           | 0          |
| N. Ringels     | 17         | 2          | 1           | 0          | 2                 | 0                 | 0                 | 0                 | 19       | 2      | 1           | 0          |
| B. Schmider    | 11         | 0          | 0           | 0          | 0                 | 0                 | 0                 | 0                 | 11       | 0      | 0           | 0          |
| M. Schuhmacher | 19         | 0          | 0           | 0          | 2                 | 1                 | 1                 | 0                 | 21       | 1      | 1           | 0          |
| W. Schäfer     | 15         | 2          | 1           | 0          | 3                 | 1                 | 0                 | 0                 | 18       | 3      | 1           | 0          |
| F. Schäffer    | 29         | 0          | 0           | 0          | 3                 | 0                 | 0                 | 0                 | 32       | 0      | 0           | 0          |
| U. Sude        | 19         | 0          | 0           | 0          | 3                 | 0                 | 0                 | 0                 | 22       | 0      | 0           | 0          |
| S. Thychosen   | 14         | 2          | 0           | 0          | 2                 | 2                 | 0                 | 0                 | 16       | 4      | 0           | 0          |
| A. Veh         | 17         | 1          | 0           | 0          | 3                 | 1                 | 1                 | 0                 | 20       | 2      | 1           | 0          |
| U. Wielandt    | 1          | 0          | 0           | 0          | 1                 | 0                 | 0                 | 0                 | 2        | 0      | 0           | 0          |
| W. Wuttke      | 12         | 0          | 1           | 0          | 2                 | 1                 | 0                 | 0                 | 14       | 1      | 1           | 0          |